# Persone di nome Cristian/Calciatori
| Questa pagina contiene informazioni ricavate automaticamente dalle voci biografiche con l'ausilio del template Bio e di un bot. L'aggiornamento è periodico e automatico e ricostruisce completamente la pagina. Se manca una persona in questa lista, sei pregato di non aggiungerla, ma accertati piuttosto che la sua voce biografica contenga il template Bio e che i dati anagrafici siano correttamente compilati. Se il template Bio manca, inseriscilo tu stesso o, in alternativa, metti l'avviso {{tmp\|Bio}} che ne segnala la mancanza. Se i dati riportati sono sbagliati, correggi direttamente la voce biografica; le modifiche saranno visibili in questa lista entro pochi giorni. Per chiarimenti vedi il progetto antroponimi. La lista contiene solo le 172 persone che sono citate nell'enciclopedia e per le quali è stato implementato correttamente il template Bio. Pagina aggiornata al 6 ago 2025. |

Questa è una lista di persone presenti nell'enciclopedia che hanno il nome Cristian e sono calciatori.

## A(9)
- Cristian Adami, ex calciatore italiano (Milano, n. 1976)
- Cristian Albu, calciatore rumeno (Bucarest, n. 1993)
- Cristian Altinier, ex calciatore italiano (Mantova, n. 1983)
- Cristian Andreoni, calciatore italiano (Vaprio d'Adda, n. 1992)
- Cristian Ansaldi, ex calciatore argentino (Rosario, n. 1986)
- Cristian Arango, calciatore colombiano (Medellín, n. 1995)
- Cristian Arrieta, ex calciatore statunitense (Orlando, n. 1979)
- Cristian Avram, calciatore moldavo (Chișinău, n. 1994)
- Cristian Edgardo Amado, ex calciatore argentino (Puerto Iguazú, n. 1985)

## B(23)
- Cristian Badilla, ex calciatore costaricano (San José, n. 1978)
- Cristian Baglieri, ex calciatore italiano (Pachino, n. 1974)
- Cristian Bălgrădean, calciatore rumeno (Sânnicolau Mare, n. 1988)
- Cristian Barinaga, calciatore argentino (La Plata, n. 1990)
- Cristian Barrios, calciatore argentino (Dock Sud, n. 1998)
- Cristian Barros, calciatore uruguaiano (Montevideo, n. 2000)
- Cristian Battocchio, calciatore argentino (Rosario, n. 1992)
- Cristian Benavente, calciatore peruviano (Alcalá de Henares, n. 1994)
- Christian Benítez, calciatore ecuadoriano (Quito, n. 1986 - Doha, † 2013)
- Cristian Berra, ex calciatore argentino (Bahía Blanca, n. 1982)
- Cristian Bertani, calciatore italiano (Legnano, n. 1981)
- Cristian Biancone, ex calciatore italiano (Colleferro, n. 1977)
- Cristian Bonilla, ex calciatore colombiano (Manizales, n. 1993)
- Cristian Borja, calciatore colombiano (Cali, n. 1993)
- Cristian Boscolo, ex calciatore italiano (Adria, n. 1973)
- Cristian Brocchi, ex calciatore, allenatore di calcio e dirigente sportivo italiano (Milano, n. 1976)
- Cristian Brolli, calciatore sammarinese (n. 1992)
- Cristian Brăneț, ex calciatore rumeno (Galați, n. 1977)
- Cristian Bud, calciatore rumeno (Baia Mare, n. 1985)
- Cristian Buonaiuto, calciatore italiano (Napoli, n. 1992)
- Cristian Bustos, ex calciatore spagnolo (Alicante, n. 1983)
- Cristian Báez, calciatore paraguaiano (San Lorenzo, n. 1990)
- Cristian Bărbuț, calciatore rumeno (Timișoara, n. 1995)

## C(18)
- Cristian Calderón, calciatore messicano (Tepic, n. 1997)
- Cristian Campestrini, calciatore argentino (San Nicolás de los Arroyos, n. 1980)
- Cristian Canuhé, calciatore argentino (Toay, n. 1987)
- Cristian Cásseres, ex calciatore venezuelano (Caracas, n. 1977)
- Cristian Cauz, calciatore italiano (Pordenone, n. 1996)
- Cristian Ceballos, ex calciatore spagnolo (Santander, n. 1992)
- Cristian Chagas Tarouco, calciatore brasiliano (Pelotas, n. 1988)
- Cristian Chávez, calciatore argentino (Lomas de Zamora, n. 1987)
- Cristian Chávez, ex calciatore argentino (Pires, n. 1986)
- Cristian Cigan, calciatore rumeno (Oradea, n. 1987)
- Cristian Ciocoiu, ex calciatore rumeno (Bacău, n. 1975)
- Cristian Coimbra, calciatore boliviano (Santa Cruz, n. 1988)
- Cristian Colmán, calciatore paraguaiano (San Cosme y Damián, n. 1994)
- Cristian Costin, calciatore rumeno (Beclean, n. 1998)
- Cristian Cruz, calciatore uruguaiano (Montevideo, n. 1998)
- Cristian Cálix, calciatore honduregno (Juticalpa, n. 1999)
- Cristian Cásseres Jr., calciatore venezuelano (Caracas, n. 2000)
- Cristian Devenish, calciatore colombiano (Barranquilla, n. 2001)

## D(11)
- Cristian, calciatore brasiliano (Pelotas, n. 1999)
- Cristian Daminuță, ex calciatore rumeno (Timișoara, n. 1990)
- Cristian Dell'Orco, calciatore italiano (Sant'Angelo Lodigiano, n. 1994)
- Cristian Díaz, ex calciatore argentino (Florencio Varela, n. 1976)
- Cristián Omar Díaz, ex calciatore argentino (San Miguel de Tucumán, n. 1986)
- Cristian Dros, calciatore moldavo (Bălți, n. 1998)
- Cristian Dumitru, calciatore rumeno (Buzău, n. 2001)
- Cristian Dájome, calciatore colombiano (Bogotà, n. 1994)
- Cristian Díaz, calciatore argentino (Villa Constitución, n. 1989)
- Cristian Dănălache, ex calciatore rumeno (Bucarest, n. 1982)
- Cristian da Silva, ex calciatore argentino (Rosario, n. 1971)

## E(4)
- Cristian Erbes, calciatore argentino (Buenos Aires, n. 1990)
- Cristian Esnal, calciatore salvadoregno (San Salvador, n. 1986)
- Gabriel Esparza, calciatore argentino (Aguilares, n. 1993)
- Cristian Espinoza, calciatore argentino (Buenos Aires, n. 1995)

## F(5)
- Cristian Fernández, ex calciatore argentino (Buenos Aires, n. 1979)
- Cristian Ferreira, calciatore argentino (Córdoba, n. 1999)
- Cristian Ferreyra, ex calciatore argentino (n. 1975)
- Agustín Fontana, calciatore argentino (Lomas de Zamora, n. 1996)
- Cristian Franco, calciatore uruguaiano (Montevideo, n. 1999)

## G(14)
- Cristian Gaitán, calciatore argentino (Capitán Bermúdez, n. 1990)
- Cristian Galano, calciatore italiano (Foggia, n. 1991)
- Cristian Gamboa, calciatore costaricano (Liberia, n. 1989)
- Cristian Ganea, calciatore rumeno (Bistrița, n. 1992)
- Cristian García Ramos, ex calciatore spagnolo (Terrassa, n. 1981)
- Cristian García, calciatore argentino (San Rafael, n. 1988)
- Cristian Gavra, calciatore rumeno (Arad, n. 1993)
- Cristian Gómez García, ex calciatore spagnolo (L'Hospitalet de Llobregat, n. 1989)
- Cristian Gonzáles, ex calciatore uruguaiano (Montevideo, n. 1976)
- Cristian González, calciatore uruguaiano (Salto, n. 1999)
- Cristian González, calciatore uruguaiano (Montevideo, n. 1996)
- Cristian Renato, calciatore brasiliano (Ponta Porã, n. 2000)
- Cristian Guanca, calciatore argentino (Buenos Aires, n. 1993)
- Cristian Gutiérrez, calciatore spagnolo (Marbella, n. 2000)

## H(3)
- Cristian Herrera, calciatore spagnolo (Las Palmas de Gran Canaria, n. 1991)
- Cristian Hidalgo, ex calciatore spagnolo (Barcellona, n. 1983)
- Cristian Higuita, calciatore colombiano (Cali, n. 1994)

## I(4)
- Cristian Ianu, calciatore rumeno (Timișoara, n. 1983)
- Cristian Ignat, calciatore moldavo (Chișinău, n. 2003)
- Cristian Insaurralde, calciatore argentino (Villa Mercedes, n. 1991)
- Cristian Ionescu, ex calciatore rumeno (Bucarest, n. 1978)

## J(1)
- Cristian Jeandet, ex calciatore argentino (Concordia, n. 1975)

## L(6)
- Cristian Leiva, ex calciatore argentino (Chilecito, n. 1977)
- Cristian Lema, calciatore argentino (Puerto Madryn, n. 1990)
- Cristian Llama, calciatore argentino (Lomas de Zamora, n. 1986)
- Cristian Lobato, calciatore spagnolo (Caldes de Malavella, n. 1989)
- Cristian Lucchetti, ex calciatore argentino (Luján de Cuyo, n. 1978)
- Cristian López, calciatore spagnolo (Crevillent, n. 1989)

## M(17)
- Cristian Maidana, calciatore argentino (Chaco, n. 1987)
- Cristian Manea, calciatore rumeno (Agigea, n. 1997)
- Cristian Martins Cabral, ex calciatore brasiliano (Uruguaiana, n. 1979)
- Cristian Martín, calciatore uruguaiano (San José de Mayo, n. 1998)
- Cristian Martínez Alejo, calciatore andorrano (Andorra la Vella, n. 1989)
- Cristian Martínez Borja, calciatore colombiano (Quibdó, n. 1988)
- Cristian Jesús Martínez, calciatore panamense (Panama, n. 1997)
- Cristian Medina, calciatore argentino (Isidro Casanova, n. 2002)
- Cristian Mejía, ex calciatore colombiano (Barranquilla, n. 1990)
- Cristian Melinte, ex calciatore rumeno (Timișoara, n. 1988)
- Cristian Menéndez, calciatore argentino (Mar del Plata, n. 1988)
- Cristian Mihai, calciatore rumeno (Arad, n. 2004)
- Cristian Montaño, calciatore colombiano (Cali, n. 1991)
- Cristian Montecinos, ex calciatore cileno (Talca, n. 1970)
- Cristian Montero, ex calciatore costaricano (Alajuela, n. 1982)
- Cristian Mora, ex calciatore ecuadoriano (Vinces, n. 1979)
- Cristian Muscalu, ex calciatore rumeno (Bucarest, n. 1989)

## N(7)
- Cristian Baroni, ex calciatore brasiliano (Belo Horizonte, n. 1983)
- Cristian Nasuti, ex calciatore argentino (San Martín, n. 1982)
- Cristian Nazarit, ex calciatore colombiano (Villa Rica, n. 1990)
- Cristian Negri, ex calciatore sammarinese (Borgo Maggiore, n. 1985)
- Cristian Noriega, calciatore guatemalteco (Città del Guatemala, n. 1987)
- Cristian Novoa, calciatore venezuelano (Caracas, n. 1991)
- Cristian Núñez, calciatore paraguaiano (Villa Hayes, n. 1997)

## O(4)
- Cristian Ojeda, calciatore argentino (Posadas, n. 1999)
- Cristian Olivera, calciatore uruguaiano (Montevideo, n. 2002)
- Cristian Oroș, ex calciatore rumeno (Sighetu Marmației, n. 1984)
- Andrés Oña, calciatore ecuadoriano (Sangolquí, n. 1993)

## P(10)
- Cristian Palacios, calciatore uruguaiano (Salto, n. 1990)
- Cristian Palomeque, calciatore colombiano (Carepa, n. 1994)
- Cristian Panin, ex calciatore rumeno (Arad, n. 1978)
- Cristian Pasquato, calciatore italiano (Padova, n. 1989)
- Cristian Pavón, calciatore argentino (Anisacate, n. 1996)
- Cristian Penilla, calciatore ecuadoriano (Esmeraldas, n. 1991)
- Cristian Ponde, calciatore portoghese (Făurești, n. 1995)
- Cristian Portilla, ex calciatore spagnolo (Santander, n. 1988)
- Cristian Portugués Manzanera, calciatore spagnolo (Murcia, n. 1992)
- Cristian Pulido, ex calciatore colombiano (Trujillo, n. 1991)

## R(7)
- Cristian Ramírez, calciatore ecuadoriano (Santo Domingo, n. 1994)
- Cristian Ríos, ex calciatore argentino (Santa Fe, n. 1980)
- Cristian Riveros, ex calciatore paraguaiano (Julián Augusto Saldívar, n. 1982)
- Cristian Rodríguez Pérez, calciatore spagnolo (Jerez de la Frontera, n. 1996)
- Cristian Rodríguez, ex calciatore uruguaiano (Juan Lacaze, n. 1985)
- Cristian Roldan, calciatore statunitense (Artesia, n. 1995)
- Cristian Romero, calciatore argentino (Córdoba, n. 1998)

## S(10)
- Cristian Sain, calciatore argentino (General Pico, n. 1993)
- Cristian Salvador, calciatore spagnolo (Zamora, n. 1994)
- Cristian Sârghi, ex calciatore rumeno (Galați, n. 1986)
- Cristian Scutaru, calciatore rumeno (Reșița, n. 1987)
- Cristian Sellanes, calciatore uruguaiano (Piriápolis, n. 1999)
- Cristian Sención, calciatore uruguaiano (Montevideo, n. 1996)
- Cristian Servidei, ex calciatore italiano (Bagnacavallo, n. 1972)
- Cristian Silvestri, ex calciatore italiano (Roma, n. 1975)
- Cristian Sosa, calciatore uruguaiano (Montevideo, n. 1985)
- Cristian Souza, calciatore uruguaiano (Montevideo, n. 1995)

## T(11)
- Cristian Tovar, calciatore colombiano (Villavicencio, n. 1998)
- Cristian Tănase, ex calciatore rumeno (Pitești, n. 1987)
- Cristian Tarragona, calciatore argentino (Santa Fe, n. 1991)
- Cristian Techera, calciatore uruguaiano (Paysandú, n. 1992)
- Cristian Tello, calciatore spagnolo (Sabadell, n. 1991)
- Cristian Damián Torres, ex calciatore argentino (Vicente López, n. 1985)
- Gonzalo Torres, calciatore argentino (Morón, n. 1999)
- Cristian Trapella, ex calciatore italiano (Biella, n. 1972)
- Cristian Traverso, ex calciatore argentino (San Martín, n. 1972)
- Cristian Trujillo, calciatore colombiano (Dagua, n. 1998)
- Cristian Tudor, calciatore rumeno (Bistrița, n. 1982 - Bistrița, † 2012)

## V(5)
- Cristian Valencia, calciatore colombiano (Villavicencio, n. 1991)
- Cristian Vega, calciatore argentino (Santiago del Estero, n. 1993)
- Cristian Villagra, ex calciatore argentino (Morteros, n. 1985)
- Cristian Villanueva, ex calciatore argentino (General Roca, n. 1983)
- Cristian Volpato, calciatore australiano (Camperdown, n. 2003)

## Z(1)
- Cristian Zaccardo, ex calciatore italiano (Formigine, n. 1981)

## Á(2)
- Cristian Darío Álvarez, ex calciatore argentino (General Lagos, n. 1985)
- Cristian Osvaldo Álvarez, ex calciatore argentino (Buenos Aires, n. 1978)